# Чернявський Іван Єремійович
Іва́н Єремі́йович Черня́вський (4 серпня 1930, Куцівка, Ротмистрівський район (зараз — Смілянський район), Київська область (зараз — Черкаська область), Українська РСР — † 1 березня 2001) — український легкоатлет, бігун на середні та довгі дистанції), учасник Олімпійських ігор 1956 року (5000 та 10000 метрів), 5-разовий призер чемпіонатів СРСР з легкої атлетики (4 срібні та 1 бронзова нагороди в бігу на 5000 та 10000 метрів), 8-разовий чемпіон УРСР в бігу на 5000 та 10000 метрів, автор чотирьох рекордів УРСР в бігу на 3000 (2 рекорди) та 5000 (2 рекорди) метрів.
Легкою атлетикою почав професійно займатись в 1953 році під керівництвом Володимира Флоріановича Зданевича. Був членом збірної СРСР, в якій тренувався під керівництвом Григорія Ісайовича Никифорова.
Виступав за добровільне спортивне товариство «Колгоспник». До 1957 року представляв Черкаську область, з 1957 року — Рівненську область.
Норматив майстра спорту СРСР виконав у 3 вересня 1955 року на дистанції 5000 метрів на першості міста Москви (14.18,0). Був гарним лижником — у 1960 році також виконав норматив майстра спорту СРСР з лижного спорту.
Закінчив Київського державного інституту фізичної культури (1961).

## Дитинство та молоді роки
Іван Чернявський народився 4 серпня 1930 року в селі Куцівка Ротмистрівського району (зараз — Смілянський район) Київської області (зараз — Черкаська область) Української РСР четвертою дитиною в родині Єремія Михайловича та Наталії Мусіївни Чернявських. Загалом батьки мали п'ятьох дітей. У 1937 році родина переїжджає жити до села Макіївка, одного з передових сіл району, розташованого на відстані 15 км від рідного села. У Макіївці Іван провів шкільні роки, впродовж яких займався лижним спортом, боксом та бігом.
У роки Німецько-радянської війни батько та найстарший брат Івана — Тимофій — пішли на фронт, а мати з Іваном, іншими його двома братами (Григорієм та Олексієм), а також його сестрою Лідою залишилися у селі, яке залишалось в окупації німецькими військами до 30 січня 1944 року. Брат Олексій у роки війни був насильно вивезений до Німеччини, де працював впродовж 1943—1945 на хазяїна неподалік польського міста Освенцима. Батько Івана та його старший брат Тимофій повернулись з війни з медалями — «За бойові заслуги», «За вірне служіння Вітчизні».
У 1946 році Іван Чернявський з кількома хлопцями з села за комсомольськими путівками вирушили на Донбас працювати у відбудові зруйнованої війною промисловості. У Макіївці отримав професію прохідника та впродовж 1946—1950 років працював на шахті «Пролетарська-Крута».
У 1950 році Івана Чернявського призвали до Радянської армії, строкову службу в якій він проходив у Білорусі. Саме під час служби особливо виявився легкоатлетичний потенціал Івана в бігу на довгі дистанції. В армії він ставав чемпіоном військової частини, потім округу, виконав норматив першого спортивного розряду.
По закінченні строкової служби у1953 році Іван Чернявський повертається додому, де на запрошення Володимира Флоріановича Зданевича, тодішнього голови Шполянського райсоюзспорту, почав працювати інструктором фізкультури, відповідальним за організацію спортивно-масової роботи серед молоді району. Цього ж року він стає членом Добровільного спортивного товариства «Колгоспник» (з 1975 року — «Колос») та на курсах «Міжколгоспбуду» отримує професію каменяра-плиточника.
Володимир Зданевич став першим тренером Івана та порадив йому продовжувати навчання, внаслідок чого Іван у 1954 році вступив до спеціального відділення Київського державного інституту фізичної культури (спеціалізація — легка атлетика). У збірній СРСР тренером Івана Чернявського був Григорій Ісайович Никифоров.
Під час навчання у Києві Іван познайомився з Раїсою Скрипник, своєю майбутньою дружиною, яка також навчалась у Київському державному інституті фізичної культури, спеціалізувалась у метанні диску та штовханні ядра.

## Найкращі результати по роках
|                       | 1954    | 1955    | 1956    | 1957    | 1958    | 1959    | 1960    | 1961    |
| --------------------- | ------- | ------- | ------- | ------- | ------- | ------- | ------- | ------- |
| в приміщенні          |         |         |         |         |         |         |         |         |
| 3000 м                |         |         |         |         |         |         |         | 8.36,4  |
| на відкритому повітрі |         |         |         |         |         |         |         |         |
| 800 м                 | 2.07,0  | 1.59,8  |         |         |         |         |         |         |
| 1500 м                | 4.10,8  | 3.54,4  | 3.55,2  | 3.58,2  | 3.54,8  | 3.59,2  | 3.59,6  | 4.04,0  |
| 3000 м                |         | 8.24,8  | 8.14,2  | 8.08,8  |         |         |         | 8.31,0  |
| 5000 м                | 14.22,6 | 14.03,4 | 14.05,0 | 14.04,4 | 14.09,2 | 14.17,2 | 14.38,4 | 14.20,5 |
| 10000 м               | 30.00,6 | 29.14,6 | 29.31,2 | 29.27,8 | 29.16,0 | 29.27,6 | 30.02,0 | 29.37,6 |

## Виступи

### 1954
| Дата                  | Дистанція | Змагання                                      | Місто                  | Стадія | Місце | Результат | Примітки    |
| --------------------- | --------- | --------------------------------------------- | ---------------------- | ------ | ----- | --------- | ----------- |
| в приміщенні          |           |                                               |                        |        |       |           |             |
|                       |           |                                               |                        |        |       |           |             |
| на відкритому повітрі |           |                                               |                        |        |       |           |             |
| 02.05.1954            | 5000 м    | Відбіркові змагання                           | Нальчик СРСР           | фінал  | 3     | 15.01,4   |             |
| 23.05.1954            | 5000 м    | Матчева зустріч УРСР-Москва                   | Москва СРСР            | фінал  | 3     | 14.55,8   |             |
| 04.07.1954            | 1500 м    | Першість Черкаської області                   | Черкаси СРСР           | фінал  | 1     |           |             |
| 18.07.1954            | 5000 м    | Особисто-командна першість Черкаської області | Черкаси СРСР           | фінал  | 1     | 14.46,0   |             |
| 05.08.1954            | 10000 м   | Матчева зустріч Київ-Москва-Ленінград         | Київ СРСР              | фінал  | 3     | 30.58,8   |             |
| 28.08.1954            | 1500 м    | Осіння першість Черкаської області            | Черкаси СРСР           | фінал  | 1     | 4.10,8    |             |
| 28.08.1954            | 800 м     | Осіння першість Черкаської області            | Черкаси СРСР           | фінал  | 1     | 2.07,0    |             |
| 12.09.1954            | 10000 м   | Чемпіонат СРСР                                | Київ СРСР              | фінал  | 2     | 30.00,6   |             |
|                       | 5000 м    | Чемпіонат СРСР                                | Київ СРСР              | фінал  | 2     | 14.22,6   | рекорд УРСР |
| 13.10.1954            | 10000 м   | Матчева зустріч Москва-Лондон                 | Лондон Велика Британія | фінал  | 4     | 30.47,6   |             |
| 24.10.1954            | 10000 м   | Матчева зустріч СРСР-Чехословаччина           | Прага Чехословаччина   | фінал  | 3     | 31.48,8   |             |

### 1955
| Дата                  | Дистанція | Змагання                                     | Місто         | Стадія | Місце | Результат | Примітки    |
| --------------------- | --------- | -------------------------------------------- | ------------- | ------ | ----- | --------- | ----------- |
| в приміщенні          |           |                                              |               |        |       |           |             |
|                       |           |                                              |               |        |       |           |             |
| на відкритому повітрі |           |                                              |               |        |       |           |             |
| 15.03.1955            | 10000 м   | Відбіркові змагання                          | Сочі СРСР     | фінал  |       | 30.43,0   |             |
| 27.03.1955            |           | Крос на призи газети «Юманіте»               | Париж Франція |        | 5     |           |             |
| 02.05.1955            | 5000 м    |                                              | Полтава СРСР  |        | 1     | 15.15,0   |             |
|                       | 1500 м    |                                              | Полтава СРСР  |        | 3     | 3.58,6    |             |
| 22.05.1955            | 5000 м    | Особиста першість СРСР                       | Мінськ СРСР   | фінал  | 3     | 14.38,4   |             |
| 05.06.1955            | 3000 м    | Змагання на побиття рекорду УРСР             | Київ СРСР     | фінал  |       | 8.24,8    |             |
| 26.06.1955            | 5000 м    | Матч 12 країн                                | Москва СРСР   | фінал  | 5     | 14.32,0   |             |
| 08.07.1955            | 5000 м    | Контрольні змагання                          | Москва СРСР   | фінал  | 3     | 14.31,0   |             |
| 20.07.1955            | 5000 м    | Чемпіонат СРСР                               | Москва СРСР   | фінал  | 3     | 14.18,2   |             |
| 14.08.1955            | 1500 м    | Легкоатлетичний фестиваль Черкаської області | Черкаси СРСР  | фінал  | 1     | 3.55,0    |             |
| 03.08.1955            | 5000 м    | Першість міста Москви                        | Москва СРСР   | фінал  | 3     | 14.18,0   |             |
| 11.09.1955            | 5000 м    | Матчева зустріч СРСР-Велика Британія         | Москва СРСР   | фінал  | 2     | 14.14,4   |             |
| 25-27.09.1955         | 800 м     | Першість УРСР серед сільської молоді         |               | фінал  | 1     | 1.59,8    |             |
| 25-27.09.1955         | 1500 м    | Першість УРСР серед сільської молоді         |               | фінал  | 1     | 3.54,4    |             |
| 25-27.09.1955         | 5000 м    | Першість УРСР серед сільської молоді         |               | фінал  | 1     | 14.20,6   |             |
| 02.10.1955            | 10000 м   | Чемпіонат УРСР                               | Київ СРСР     | фінал  | 1     | 29.14,6   |             |
| 05.10.1955            | 5000 м    | Чемпіонат УРСР                               | Київ СРСР     | фінал  | 1     | 14.03,4   | рекорд УРСР |
| 24.10.1955            | 5000 м    | Першість СРСР серед сільської молоді         | Одеса СРСР    | фінал  | 1     | 30.03,4   |             |
|                       | 5000 м    | Першість СРСР серед сільської молоді         | Одеса СРСР    | фінал  | 1     | 14.34,6   |             |
| 17.11.1955            | 5000 м    | Першість СРСР                                | Тбілісі СРСР  | фінал  | 3     | 14.18,2   |             |

### 1956
| Дата                  | Дистанція      | Змагання                         | Місто              | Стадія  | Місце | Результат | Примітки    |
| --------------------- | -------------- | -------------------------------- | ------------------ | ------- | ----- | --------- | ----------- |
| в приміщенні          |                |                                  |                    |         |       |           |             |
|                       |                |                                  |                    |         |       |           |             |
| на відкритому повітрі |                |                                  |                    |         |       |           |             |
| 08.01.1956            | 3000 м         |                                  | Кантон КНР         | фінал   | 3     | 8.52,0    |             |
| 07.03.1956            | 10000 м        | Контрольні змагання              | Сочі СРСР          | фінал   |       | 30.17,5   |             |
| 25.03.1956            | 10000 м (крос) | Крос на призи газети «Юманіте»   | Париж Франція      | фінал   | 5     | 30.30,0   |             |
| 06.05.1956            | 5000 м         |                                  |                    | фінал   | 1     | 14.33,4   |             |
| 06.05.1956            | 1500 м         |                                  |                    | фінал   | 1     | 4.01,8    |             |
| 20.05.1956            | 5000 м         | Матч п'яти республік             |                    | фінал   | 3     | 14.11,2   |             |
| 17.06.1956            | 5000 м         |                                  | Черкаси СРСР       | фінал   | 1     | 14.24,4   |             |
| 17.06.1956            | 1500 м         |                                  | Черкаси СРСР       | фінал   | 1     | 3.58,5    |             |
| 17.06.1956            | 5000 м         |                                  | Черкаси СРСР       | фінал   | 1     | 14.24,4   |             |
| 04.07.1956            | 10000 м        | Спартакіада УРСР                 | Київ СРСР          | фінал   | 1     | 29.31,2   |             |
| 08.07.1956            | 5000 м         | Студентські ігри                 | Париж Франція      |         |       | 14.17,6   |             |
| 22.07.1956            | 10000 м        |                                  |                    | фінал   | 2     | 29.38,4   |             |
| 05.08.1956            | 10000 м        | Чемпіонат СРСР                   | Москва СРСР        | фінал   | 2     | 29.50,4   |             |
| 13.08.1956            | 5000 м         | Чемпіонат СРСР                   | Москва СРСР        | фінал   | 2     | 14.05,0   |             |
| 11.09.1956            | 10000 м        | Змагання на побиття рекорду СРСР | Москва СРСР        | фінал   |       | 29.41,0   |             |
| 16.09.1956            | 10000 м        | Першість ЦР ДСТ «Колгоспник»     | Харків СРСР        | фінал   | 1     | 14.31,4   |             |
| 16.09.1956            | 1500 м         | Першість ЦР ДСТ «Колгоспник»     | Харків СРСР        | фінал   | 1     | 3.55,2    |             |
| 23.09.1956            | 3000 м         | Змагання на побиття рекорду УРСР | Київ СРСР          | фінал   | 1     | 8.14,2    | рекорд УРСР |
| 07.10.1956            | 5000 м         |                                  | Київ СРСР          | фінал   | 1     | 14.16,8   |             |
| 15.10.1956            | 10000 м        |                                  | Київ СРСР          | фінал   | 2     | 29.41,2   |             |
| 27.10.1956            | 5000 м         |                                  | Київ СРСР          | фінал   | 1     | 14.22,0   |             |
| 23.11.1956            | 10000 м        | Олімпійські ігри                 | Мельбурн Австралія | фінал   | 6     | 29.31,6   |             |
| 26.11.1956            | 5000 м         | Олімпійські ігри                 | Мельбурн Австралія | забіг 3 | 3     | 14.32,4   |             |
| 28.11.1956            | 5000 м         | Олімпійські ігри                 | Мельбурн Австралія | фінал   | 10    | 14.22,4   |             |

### 1957
| Дата                  | Дистанція     | Змагання                                  | Місто             | Стадія | Місце | Результат | Примітки    |
| --------------------- | ------------- | ----------------------------------------- | ----------------- | ------ | ----- | --------- | ----------- |
| в приміщенні          |               |                                           |                   |        |       |           |             |
|                       |               |                                           |                   |        |       |           |             |
| на відкритому повітрі |               |                                           |                   |        |       |           |             |
| 01.03.1957            | 5000 м        | Контрольні змагання                       | Сочі СРСР         | фінал  |       | 14.42,6   |             |
| 10.03.1957            | 10000 м       | Контрольні змагання                       | Сочі СРСР         | фінал  | 6     | 30.01,7   |             |
| 10.05.1957            | 5000 м        | Першість Київського інституту фізкультури | Київ СРСР         | фінал  | 1     | 14.46,6   |             |
| 19.05.1957            | 5000 м        | Матчева зустріч п'яти республік           | Ленінград СРСР    | фінал  | 3     | 14.04,4   |             |
| 09.06.1957            | 3000 м        | Меморіал Януша Кусочинського              | Варшава Польща    | фінал  | 3     | 8.08,8    | рекорд УРСР |
| 22.06.1957            | 5000 м        | Матчева зустріч УРСР-Югославія            | Белград Югославія | фінал  | 1     | 14.23,4   |             |
| 25.06.1957            | 3000 м        | Матчева зустріч УРСР-Югославія            | Белград Югославія | фінал  | 1     | 8.33,1    |             |
| 06.07.1957            | 5000 м        | Контрольні змагання                       | Москва СРСР       | фінал  |       | 14.08,6   |             |
| 13.07.1957            | 5000 м        | Першість СРСР ДСТ «Колгоспник»            | Тернопіль СРСР    | фінал  | 1     | 14.31,7   |             |
|                       | 1500 м        | Першість СРСР ДСТ «Колгоспник»            | Тернопіль СРСР    | фінал  | 2     | 3.58,2    |             |
| 30.07.1957            | 10000 м       | III Міжнародні ігри молоді                | Москва СРСР       | фінал  | 3     | 29.36,0   |             |
| 23.08.1957            | 5000 м        | Матчева зустріч СРСР-Велика Британія      | Лондон СРСР       | фінал  | 4     | 14.20,0   |             |
| 29.08.1957            | 10000 м       | Чемпіонат СРСР                            | Москва СРСР       | фінал  | 7     | 29.24,8   |             |
|                       | 5000 м        | Чемпіонат СРСР                            | Москва СРСР       | фінал  | 7     | 14.14,8   |             |
| 29.09.1957            | 10000 м       | Чемпіонат УРСР                            | Одеса СРСР        | фінал  | 1     | 29.52,6   |             |
|                       | 5000 м        | Чемпіонат УРСР                            | Одеса СРСР        | фінал  | 1     | 14.20,8   |             |
| 13.10.1957            | 8000 м (крос) | Крос УРСР                                 | Суми СРСР         | фінал  | 2     | 25.36,3   |             |

### 1958
| Дата                  | Дистанція      | Змагання                                         | Місто                | Стадія | Місце | Результат | Примітки |
| --------------------- | -------------- | ------------------------------------------------ | -------------------- | ------ | ----- | --------- | -------- |
| в приміщенні          |                |                                                  |                      |        |       |           |          |
|                       |                |                                                  |                      |        |       |           |          |
| на відкритому повітрі |                |                                                  |                      |        |       |           |          |
| 16.02.1958            | 5000 м         | Весняна першість УРСР                            | Ялта СРСР            | фінал  | 1     | 14.38,1   |          |
| 16.03.1958            | 10000 м (крос) | Контрольні змагання перед кросом «Юманіте»       |                      | фінал  | 9     | 29.57,8   |          |
| 20.04.1958            | 5000 м (крос)  | Крос УРСР                                        | Харків СРСР          | фінал  | 1     | 14.54,4   |          |
| 11.05.1958            | 5000 м (крос)  | Чемпіонат СРСР з кросу                           | Москва СРСР          | фінал  | 2     | 14.29,0   |          |
| 17.05.1958            | 10000 м        | Матчева зустріч чотирьох міст                    | Краснодар СРСР       | фінал  |       | 29.45,4   |          |
| 25.05.1958            | 5000 м         | Матчева зустріч Рівне-Тернопіль-Луцьк-Дрогобич   | Тернопіль СРСР       | фінал  |       | 14.54,0   |          |
|                       | 1500 м         | Матчева зустріч Рівне-Тернопіль-Луцьк-Дрогобич   | Тернопіль СРСР       | фінал  |       | 4.06,1    |          |
| 04.06.1958            | 10000 м        | Першість Київського інституту фізкультури        | Київ СРСР            | фінал  | 1     | 30.20,8   |          |
| 06.07.1958            | 5000 м         | Меморіал братів Знаменських                      | Москва СРСР          | фінал  | 4     | 14.09,6   |          |
| 13.07.1958            | 5000 м         | Матчева зустріч УРСР-Угорщина                    | Київ СРСР            | фінал  | 2     | 14.36,0   |          |
| 19.07.1958            | 5000 м         | Чемпіонат СРСР                                   | Таллінн СРСР         | фінал  | 6     | 14.11,2   |          |
| 31.07.1958            | 10000 м        | Загальносоюзні студентські ігри                  | Київ СРСР            | фінал  | 2     | 29.16,0   |          |
| 24.08.1958            | 5000 м         | Спартакіада Рівненської області                  | Рівне СРСР           | фінал  | 1     | 14.36,3   |          |
| 14-16.09.1958         | 5000 м         | Першість УРСР ДСТ «Колгоспник»                   | Одеса СРСР           | фінал  |       | 14.27,8   |          |
| 14-16.09.1958         | 1500 м         | Першість УРСР ДСТ «Колгоспник»                   | Одеса СРСР           | фінал  |       | 3.54,8    |          |
| 21.09.1958            | 6000 м (крос)  | Крос на призи газети «Руде право»                | Прага Чехословаччина | фінал  | 4     | 17.45,8   |          |
| 05.10.1958            | 8000 м (крос)  | Крос УРСР                                        | Київ СРСР            | фінал  | 1     | 24.14,8   |          |
| 17-21.10.1958         | 5000 м         | Загальносоюзна спартакіада сільських спортсменів | Ставрополь СРСР      | фінал  | 1     | 14.34,6   |          |
| 17-21.10.1958         | 10000 м        | Загальносоюзна спартакіада сільських спортсменів | Ставрополь СРСР      | фінал  | 1     | 30.08,0   |          |
| 17-21.10.1958         | 1500 м         | Загальносоюзна спартакіада сільських спортсменів | Ставрополь СРСР      | фінал  | 2     | 3.57,0    |          |
| 28.10.1958            | 10000 м        | Командна першість СРСР                           | Тбілісі СРСР         | фінал  |       | 29.37,0   |          |
|                       | 5000 м         | Командна першість СРСР                           | Тбілісі СРСР         | фінал  | 2     | 14.09,2   |          |

### 1959
| Дата                  | Дистанція      | Змагання                                          | Місто             | Стадія | Місце | Результат | Примітки |
| --------------------- | -------------- | ------------------------------------------------- | ----------------- | ------ | ----- | --------- | -------- |
| в приміщенні          |                |                                                   |                   |        |       |           |          |
|                       |                |                                                   |                   |        |       |           |          |
| на відкритому повітрі |                |                                                   |                   |        |       |           |          |
| 01.03.1959            | 10000 м        | Контрольні змагання                               | Сухумі СРСР       | фінал  | 4     | 31.30,8   |          |
| 05.04.1959            | 10000 м (крос) | Крос на призи газети «Юманіте»                    | Париж Франція     | фінал  | 6     | 28.50,0   |          |
| 20.04.1959            | 5000 м         | Матчева зустріч УРСР-РРФСР серед сільської молоді | Ялта СРСР         | фінал  | 1     | 14.21,0   |          |
| 10.05.1959            | 5000 м (крос)  | Загальносоюзний крос                              | Москва СРСР       | фінал  | 4     | 14.48,0   |          |
| 16.05.1959            | 5000 м         | Матчева зустріч УРСР-РРФСР-Москва-Ленінград       | Ленінград СРСР    | фінал  | 5     | 14.26,2   |          |
| 07.06.1959            | 5000 м         | ІІ Спартакіада УРСР                               | Київ СРСР         | фінал  | 1     | 14.22,0   |          |
|                       | 10000 м        | ІІ Спартакіада УРСР                               | Київ СРСР         | фінал  | 1     | 29.59,8   |          |
| 20.06.1959            | 5000 м         | Матчева зустріч УРСР-Угорщина                     | Будапешт Угорщина | фінал  | 3     | 14.17,2   |          |
| 05.07.1959            | 10000 м        | Меморіал братів Знаменських                       | Москва СРСР       | фінал  | 4     | 29.27,6   |          |
| 09.08.1959            | 10000 м        | Чемпіонат СРСР                                    | Москва СРСР       | фінал  | 4     | 29.40,0   |          |
| 14.08.1959            | 5000 м         | Чемпіонат СРСР                                    | Москва СРСР       | фінал  | 5     | 14.17,2   |          |
| 30.08.1959            | 10000 м        | Міжнародні сільські ігри                          | Плевен Болгарія   | фінал  | 1     | 30.32,6   |          |
|                       | 5000 м         | Міжнародні сільські ігри                          | Плевен Болгарія   | фінал  | 1     | 14.32,6   |          |
| 12.09.1959            | 5000 м         | Спартакіада УРСР серед сільської молоді           | Черкаси СРСР      | фінал  | 1     | 14.40,2   |          |
|                       | 1500 м         | Спартакіада УРСР серед сільської молоді           | Черкаси СРСР      | фінал  | 1     | 3.59,2    |          |
| 04.10.1959            | 10000 м        | Спартакіада СРСР серед сільської молоді           | Баку СРСР         | фінал  | 1     | 30.32,0   |          |
|                       | 5000 м         | Спартакіада СРСР серед сільської молоді           | Баку СРСР         | фінал  | 1     | 14.52,8   |          |

### 1960
| Дата                  | Дистанція     | Змагання                                          | Місто            | Стадія | Місце | Результат | Примітки |
| --------------------- | ------------- | ------------------------------------------------- | ---------------- | ------ | ----- | --------- | -------- |
| в приміщенні          |               |                                                   |                  |        |       |           |          |
|                       |               |                                                   |                  |        |       |           |          |
| на відкритому повітрі |               |                                                   |                  |        |       |           |          |
| 03.06.1960            | 1500 м (крос) | Першість Рівненської області з кросу              | Городок СРСР     | фінал  | 1     | 4.46,0    |          |
| 11.04.1960            | 5000 м        | Першість ЦР ДСТ «Колгоспник»                      | Ялта СРСР        | фінал  | 1     | 15.07,6   |          |
|                       | 10000 м       | Першість ЦР ДСТ «Колгоспник»                      | Ялта СРСР        | фінал  | 1     | 31.10,8   |          |
| 26.04.1960            | 10000 м       | Міжвідомча першість УРСР                          | Ялта СРСР        | фінал  | 1     | 30.10,0   |          |
| 21.05.1960            | 10000 м       | Матч п'яти республік                              | Тула СРСР        | фінал  | 6     | 30.18,0   |          |
| 21.08.1960            | 1500 м        | І Сільські ігри                                   | Черкаси СРСР     | фінал  | 1     | 3.59,6    |          |
| 25.08.1960            | 5000 м        | Першість м. Білої Церкви                          | Біла Церква СРСР | фінал  | 1     | 14.49,2   |          |
| 05.10.1960            | 10000 м       | Матчева зустріч УРСР-РРФСР серед сільської молоді | Біла Церква СРСР | фінал  |       | 30.20,8   |          |
|                       | 5000 м        | Матчева зустріч УРСР-РРФСР серед сільської молоді | Біла Церква СРСР | фінал  |       | 14.55,7   |          |
| 15.10.1960            | 10000 м       | Чемпіонат СРСР                                    | Київ СРСР        | фінал  | 11    | 30.02,0   |          |
|                       | 5000 м        | Чемпіонат СРСР                                    | Київ СРСР        | фінал  |       | 14.38,4   |          |
| 30.10.1960            | 8000 м (крос) | Загальносоюзний крос                              | Ужгород СРСР     |        |       |           |          |

### 1961
| Дата                  | Дистанція      | Змагання                                                  | Місто                  | Стадія | Місце | Результат | Примітки |
| --------------------- | -------------- | --------------------------------------------------------- | ---------------------- | ------ | ----- | --------- | -------- |
| в приміщенні          |                |                                                           |                        |        |       |           |          |
| 18.01.1961            | 3000 м         | Першість Київського інституту фізкультури                 | Київ СРСР              | фінал  |       | 8.36,4    |          |
| 19.03.1961            | 3000 м         | Першість м. Києва                                         | Київ СРСР              | фінал  |       | 8.42,0    |          |
| на відкритому повітрі |                |                                                           |                        |        |       |           |          |
| 01.03.1961            | 10000 м (крос) | Контрольні змагання                                       | Ужгород СРСР           | фінал  |       | 31.50,0   |          |
| 25.03.1961            | 10000 м        | Першість ЦР ДСТ «Колгоспник»                              | Алушта СРСР            | фінал  | 1     | 31.07,4   |          |
|                       | 1500 м         | Першість ЦР ДСТ «Колгоспник»                              | Алушта СРСР            | фінал  | 1     | 4.08,7    |          |
|                       | 5000 м         | Першість ЦР ДСТ «Колгоспник»                              | Алушта СРСР            | фінал  | 1     | 14.51,9   |          |
| 29.04.1961            | 1500 м         | Першість Рівненської області                              | Рівне СРСР             | фінал  | 1     | 4.04,0    |          |
|                       | 5000 м         | Першість Рівненської області                              | Рівне СРСР             | фінал  | 1     | 14.55,2   |          |
| 30.05.1961            | 1500 м         | Першість Київського інституту фізкультури                 | Київ СРСР              | фінал  |       | 4.08,6    |          |
| 01.06.1961            | 5000 м         | Першість Київського інституту фізкультури                 | Київ СРСР              | фінал  | 3     | 14.51,6   |          |
| 18.07.1961            | 10000 м        | Першість УРСР серед профспілок                            | Київ СРСР              | фінал  | 1     | 30.19,0   |          |
| 12.08.1961            | 5000 м         | Першість СРСР серед профспілок                            | Москва СРСР            | фінал  | 11    | 14.28,2   |          |
|                       | 10000 м        | Першість СРСР серед профспілок                            | Москва СРСР            | фінал  | 11    | 29.52,2   |          |
| 19.08.1961            | 10000 м        | Першість Рівненської області                              | Рівне СРСР             | фінал  | 1     | 32.34,0   |          |
|                       | 5000 м         | Першість Рівненської області                              | Рівне СРСР             | фінал  | 1     | 14.46,4   |          |
| 26.08.1961            | 5000 м         | Першість ЦР ДСТ «Колгоспник» серед колективів фізкультури | Хмельницький СРСР      | фінал  |       | 14.52,5   |          |
|                       | 10000 м        | Першість ЦР ДСТ «Колгоспник» серед колективів фізкультури | Хмельницький СРСР      | фінал  |       | 30.52,6   |          |
| 03.09.1961            | 5000 м         | Чемпіонат УРСР                                            | Київ СРСР              | фінал  | 6     | 14.20,6   |          |
|                       | 10000 м        | Чемпіонат УРСР                                            | Київ СРСР              | фінал  | 1     | 30.06,8   |          |
| 16.09.1961            | 10000 м        | Матчева зустріч УРСР-Чехословаччина-Угорщина              | Брно Чехословаччина    | фінал  | 2     | 29.37,6   |          |
|                       | 3000 м         |                                                           | Острава Чехословаччина | фінал  |       | 8.31,0    |          |
| 23.09.1961            | 10000 м        | Першість ЦР ДСТ «Колгоспник»                              | Одеса СРСР             | фінал  | 1     | 31.18,8   |          |
|                       | 5000 м         | Першість ЦР ДСТ «Колгоспник»                              | Одеса СРСР             | фінал  | 1     | 14.47,0   |          |
| 07.10.1961            | 5000 м         | Першість Рівненської області                              | Рівне СРСР             | фінал  | 1     | 15.07,8   |          |
| 21.11.1961            | 5000 м         | Першість СРСР ДСТ «Колгоспник»                            | Кишинів СРСР           | фінал  | 2     | 14.43,0   |          |
|                       | 10000 м        | Першість СРСР ДСТ «Колгоспник»                            | Кишинів СРСР           | фінал  | 3     | 30.43,0   |          |
| 28.11.1961            | 8000 м (крос)  | Чемпіонат СРСР з кросу                                    | Мукачево СРСР          | фінал  | 17    | 24.53,0   |          |
| 04.12.1961            | 5000 м         | Матчева зустріч Луцьк-Рівне                               | Луцьк СРСР             | фінал  | 1     | 15.12,8   |          |

## Життя по завершенні кар'єри
Іван Чернявський завершив кар'єру в 1961 році. Раніше, цього ж року, після закінчення Київського державного інституту фізичної культури, він разом з родиною переїжджає до Рівного, де починає працювати керівником навчально-спортивного відділу Рівненської обласної ради ДСТ «Колгоспник». Під його керівництвом у області було відкрито кілька спортивних шкіл, спортивних літніх оздоровчих таборів, регулярно проводились змагання та спортивні свята.
У 1963 році він став працювати вчителем фізичної культури загальноосвітньої школи № 12 міста Рівного, згодом — викладачем кафедри фізичного виховання Українського інституту інженерів водного господарства, а останні роки — викладачем фізичного виховання ПТУ № 5 міста Рівного.
Іван Чернявський пішов з життя 1 березня 2001 року у віці 70 років.